# ツナご飯
ツナご飯（ツナごはん）とは、ツナ缶を用いたご飯物料理の総称。
ただ、ご飯にツナを乗せるだけから、炊き込みご飯、混ぜご飯などがある。ツナ缶の固有商品名からシーチキンご飯とも呼ばれる。

## 乗せるだけ
ツナ缶のオイルを切ったツナを盛りつけたご飯に乗せる。

## 炊き込みご飯
炊飯器にオイルを切ったツナ、水に浸した生米、下ごしらえした材料を入れて炊く。

## 混ぜご飯
ツナ缶と他の食材を煮たものをご飯と混ぜる。
福島県いわき市では、学校給食にも採用され、人気の高い料理であるが、いわき市以外ではあまり例がみられず、「ご当地給食」とも称される。
いわき市ホームページ掲載のレシピは以下の通り。
1. ニンジンを千切りにする。給食用は2ミリメートル幅くらい。
2. ニンジンと水を鍋に入れ、ニンジンに半分火が通るくらいまで煮る。
3. ツナ缶のオイルを軽く切って、鍋に追加する。
4. 鍋に砂糖、醤油、味醂を加え、煮汁が少し残るくらいまで煮詰める。
5. ご飯と混ぜる。

給食では、ご飯、ツナとニンジンとを煮たものは別々に提供され、配膳作業時に混ぜ合わせる。

### 歴史
ニンジンを苦手とする児童は多いが、1987年ごろにいわき市内で給食担当の職員が児童が好きなツナと嫌いなニンジンとを混ぜて食べやすくしようと考案した。
2021年には、同じく「ご当地給食」として人気の高いシソ餃子と合わせてアレンジされた「いわきご当地給食で人気のツナご飯＆しそ餃子弁当」がマルトで販売された。